# Scelio squamosus
Scelio squamosus är en stekelart som beskrevs av Muesebeck 1972. Scelio squamosus ingår i släktet Scelio och familjen Scelionidae. Inga underarter finns listade i Catalogue of Life.